# Молдокулов, Айдаркан Молдокулович
Айдаркан Молдокулович Молдокулов — (кирг. Молдокул уулу Айдаркан; 1 мая 1930, Эпкин, Чуйская область, Киргизская ССР, СССР — 30 сентября 1986) — советский государственный и ученый деятель, вице-президент Академии наук Киргизской ССР, член-корреспондент Академии Наук Киргизской ССР, доктор экономических наук.

## Биография
Айдаркан Молдокулов родился в 1930 году в селе Эпкин (ныне село имени Алиаскара Токтоналиева) Чуйской области в семье крестьян. После окончания местной семилетней и фрунзенской 5-й средней школы он поступил в, который с отличием окончил в 1951 году. После окончания института работал в финансовых органах республики. В 1955 году перешел в систему вновь образованной Академии Наук Киргизской ССР, где работал младшим, затем старшим научным сотрудником. После завершения учебы в аспирантуре в Институте экономики Академии Наук СССР в Москве и защиты кандидатской диссертации в мае 1961 года был ученым секретарём и заведующим сектором Института экономики. В 1964 году был выдвинут на должность заместителя директора Института экономики, а в марте 1966 года избран его директором.
В 1972 году Молдокулов защитил докторскую диссертацию на тему «Развитие и размещение промышленности, перерабатывающей сельскохозяйственное сырье» в Алма-Атt, а в июне 1973 года Высшая Аттестационная Комиссия СССР присудила ему учёную степень доктора экономических наук. В 1976 году он утверждён в звании профессора, в 1977 избран членом-корреспондентом АН Киргизской ССР. В 1983 году Айдаркан Молдокулович был избран вице-президентом Академии Наук — Председателем бюро общественных наук, где и проработал до своей кончины 30 сентября 1986 года.

## Научная деятельность
Молдокулов был одним из ведущих учёных республики, работавших в области экономики, организации управления и планирования промышленности. Им написано более 120 научных трудов общим объёмом более 150 печатных листов. Он руководил авторскими коллективами и принимал участие в написании, в подготовке и издании более 20 монографий, сборников и брошюр, из которых шесть написаны им лично. Диапазон научных исследований Молдокулова довольно широк. Его монографии «Пути снижения себестоимости продукции в мясной и молочной промышленности Киргизии» (1960) и «Основные пути снижения затрат на производство промышленной продукции» (1964) и ряд статей посвящены исследованию теоретических, методологических и практических проблем снижения издержек производства и повышения рентабельности в важнейших отраслях промышленности республики. Его крупная монография «Экономические проблемы развития и повышения эффективности промышленного производства» (1973) посвящена исследованию проблем комплексного и пропорционального развития взаимосвязанных отраслей экономики и повышения эффективности производства. В этой работе разработаны теоретические и методологические проблемы, представляющие большой интерес для практики прогнозирования и планирования и в современных рыночных условиях. В 1975 году данная монография была удостоена диплома Почёта ВДНХ Киргизской ССР. Среди его трудов были также работы, посвященные проблемам качества продукции, проблемам регионального развития и выравнивания уровня жизни городского и сельского населения. Молдокулов осуществлял научное руководство и лично участвовал в разработке Комплексных программ научно-технического прогресса на 20-летний период и Схем развития и размещения производительных сил Киргизской ССР на перспективу, которые положительно оценивались, соответственно, Академией Наук СССР и Советом по изучению производительных сил (СОПС) при Госплане СССР, одобрялись Правительством Киргизской ССР и использовались при формировании государственных пятилетних планов на девятую, десятую и одиннадцатую пятилетки. Под общим руководством и непосредственном участии Молдокулова подготовлена серия монографий из 6 томов по проблемам развития и размещения производительных сил Киргизской ССР, в которых научно обоснованы пути рационального использования природных ресурсов и основные направления развития важнейших отраслей экономики. Им также исследовались непосредственно и осуществлялось научное руководство над исследованиями в области эффективности капитальных вложений и новой техники.
Молдокулов занимался редактированием научных трудов, являлся членом редколлегии теоретического и политического журнала ЦК КП Киргизской ССР «Коммунист», журнала «Известия» Академии Наук Киргизской ССР, Киргизской советской энциклопедии, научных изданиях других союзных республик и т. д. Молдокулов являлся Председателем Киргизского филиала Научного Совета АН СССР по проблеме эффективности основных фондов, капитальных вложений и новой техники, членом Среднеазиатской комиссии Научного Совета АН СССР по проблеме «Размещение производительных сил СССР», заместителем Председателя Научного Совета Кирсовпрофа АН Киргизской ССР по проблемам социалистического соревнования, членом учёных советов по защите докторских и кандидатских диссертаций ряда республик, членом ряда других научно-методических и научно-редакционных советов республики. Молдокулов А. активно участвовал в общественной жизни республики, являлся членом секции Экономического Совета и секции легкой и пищевой промышленности Совета содействия научно-техническому прогрессу при ЦК КП Киргизской ССР, членом Комитета по Государственным премиям Киргизской ССР в области науки и техники, членом Комиссии Совета Министров Киргизской ССР по вопросам контроля за своевременным проведением мероприятий по улучшению планирования и совершенствованию хозяйственного механизма. Он являлся депутатом Верховного Совета Киргизской ССР, многократно депутатом Фрунзенского городского Совета народных депутатов (11, 12, 14 — 17 созывов), членом ЦК Компартии Кыргызстана, с 1969 года членом Ленинского РК КП и с 1975 года — членом бюро райкома. Являясь членом Правления общества «Знание» Киргизской ССР и действующим лектором он активно пропагандировал экономические знания и науку среди населения.

## Награды
- Медаль «В ознаменование 100-летия со дня рождения Владимира Ильича Ленина»
- Грамота Верховного Совета Киргизской ССР
- Почетные грамоты Фрунзенского ГК КП Киргизской ССР и Фрунзенского городского Совета народных депутатов, ЦК ЛКСМ Киргизии
- Государственная премия Киргизской ССР имени Токтогула в области науки (1984)
- Благодарственные грамоты Всесоюзного, республиканских (Киргизской и Литовской ССР) и фрунзенского отделения общества «Знание»
- Занесение в книгу почета Всесоюзного общества «Знание»
- Почетная медаль Советского Комитета солидарности стран Азии и Африки.

## Память
Имя члена-корреспондента Академии Наук Киргизской ССР Айдаркана Молдокулова присвоено:
- Улице в Бишкеке
- Средней школе в его родном селе имени Алиаскара Токтоналиева
- Национальной школе-лицею инновационных технологий в Бишкеке.